# ГЕС Kjela
ГЕС Kjela (Токке IV) – гідроелектростанція на півдні Норвегії, за 130 км на північний схід від Ставангеру. Знаходячись перед ГЕС Vinje, становить одну зі станцій верхнього ступеню (поряд з ГЕС Сонга) гідровузла, створеного в озерно-річковій системі, нижнім елементом якої є річка Skienselva (впадає в Frierfjorden, продовження Langesundsfjord, з’єднаного через протоку Langesund зі Скагерраком). 
Збір ресурсу для роботи станції відбувається у сточищі річки Kjela, яка після озера Tveitevatnet носить назву Smorkleppai та в підсумку впадає праворуч до Токке (складова головної артерії у гідрографічній мережі Skienselva, пов’язана з останньою через озеро Бандак, річку  Straumen  та озеро Norsjo). Тут створено систему із п’яти водосховищ:  
- Bordalsvatn на лівій притоці Kjela річці Бора. Сховище, яке утримує гребля висотою 42 метри, має площу поверхні 7 км2, об’єм 154 млн м3 та припустиме коливання рівня поверхні між позначками 852 та 891 метр НРМ;
- Stavatn та Kjelavatn на самій Kjela. У першому поверхня коливається між позначками 966 та 979 метрів НРМ, у другому (водойма з греблею висотою 16 метрів, площею поверхні 2,7 км2 та об’ємом 82 млн м3) – між 918 та 944 метри НРМ (для Норвегії є вельми поширеним, коли діапазон коливання перевищує висоту греблі, що досягається прокладанням спеціальних дренажних тунелів нижче від порогу природного водозливу);
- Langesae та Forsvatn на правій притоці Kjela річці Forsvassai. У першому поверхня коливається між позначками 1067 та 1090 метрів НРМ, у другому (водойма з греблею висотою 55 метрів, площею поверхні 2,6 км2 та об’ємом 110 млн м3) – між 829 та 891 метром НРМ.
Загальний об’єм сховищ системи складає 529 млн м3.
Розташовані на більш високому рівні водойми – Stavatn, Kjelavatn та Langesae – по мірі потреби випускають накопичений ресурс у природні русла, тоді як від Bordalsvatn прокладено дериваційний тунель, що переходить в долину Kjela, перетинає її нижче від Kjelavatn (приймаючи ресурс з водозабору на Kjela через бічне відгалуження) та далі прямує під наступним водорозділом до сховища Forsvatn. Довжина цієї дериваційної системи складає 15 км, в т.ч. 12,5 км головної ділянки. 
Можливо відзначити, що Forsvatn створили у комплексі з ГЕС Kjela в 1979-му, майже на два десятиліття пізніше за інші резервуари, котрі з’явились одночасно з найбільш потужними станціями нижньої частини гідровузла. Спорудження додаткової ГЕС дозволило використати для виробництва електроенергії значний перепад висот на короткій – біля 1,5 км – відстані між Forsvatn та впадінням Forsvassai у Kjela. В облаштованому у лівобережному гріському масиві Forsvassai підземному машинному залі встановили одну турбіну типу Френсіс потужністю 60 МВт, яка при напорі у 185 метрів забезпечує виробництво 218 млн кВт-год електроенергії на рік.
Відпрацьована вода потрапляє до створеного на Kjela водосховища Raushyl, після чого транзитом через сховище Венемо у нижній течії Бори спрямовується до озера Тотак. Таким чином, вода з розташованого у верхній течії Бори озера Bordalsvatn двічі перетинає Kjela та знов проходить через саму Бору на шляху у Тотак, описавши вигнуту на південний захід велику дугу.